# Gerhart Husserl
Gerhart Adolf Husserl (Halle, 22 de dezembro de 1893 - Freiburg im Breisgau, 9 de setembro de 1973) foi um oficial da reserva judeu do exército alemão, Cavalheiro da Cruz de Ferro, e jurista, filósofo do direito, juiz, e professor na Alemanha e nos Estados Unidos. 

## Formação
Gerhart foi filho do famoso filosofo Edmund Husserl com sua esposa Malvine Charlotte (1860 - 1950). Foi batizado logo após seu nascimento a pedido de seus pais judeus, que haviam se associado ao Protestantismo. Em setembro de 1901, a família se mudou para Gotinga, onde seu pai havia sido nomeado para ser professor na universidade local. No dia 3 de janeiro de 1908, Gerhart sofreu um acidente sério e passou 50 dias no leito de um hospital. Após se formar do ensino médio, começou a estudar Direito.

## Primeira Guerra Mundial
No início da guerra Gerhart e seu irmão mais novo, também estudante, se voluntariaram ao serviço militar. Após um período de treinos em Arnstadt, onde seu pai os visitou em setembro de 1914, os dois irmãos foram juntos à frente de batalha em outubro de 1914. Gerhart e Wolfgang se provaram bons combatentes durante sua primeira batalha juntos mas ambos acabaram se ferindo. No dia 8 de março de 1916, Wolfgang foi morto na Batalha de Verdun. 
Dois dias após a morte de seu irmão, Gerhart se alistou novamente no exército, até que, no dia 30 de setembro de 1918, foi atingido por um tiro na cabeça e perdeu para sempre a visão do olho esquerdo. Apesar de seus ferimentos e sequelas, Husserl retomou seus estudos de direito e se formou com distinções antes mesmo de seu médico e seu assessor. 

## Período interguerras
Em 1921 Husserl obteve seu doutorado na Universidade de Friburgo, onde seu pai havia sido nomeado em 1916. Foi assistente de juiz e posteriormente juiz na corte de distrito em Bona. Após sua habilitação em Direito em 1924 pela Universidade de Bonn, Gerhart Husserl, aos 33 anos, tornou-se professor em Kiel em 1926, onde ensinou na faculdade de direito e ciências políticas da cidade. 
De acordo com a Lei de Restauração do Serviço Civil Profissional (BBG) de 1933, editada pelo regime nazista, ele foi suspenso imediatamente por sua descendência judia, junto com vários de seus colegas, e foi sucedido em Kiel por Karl Larenz, um dos líderes do apoio jurídico ao nazismo. Porém, alguns meses depois, sua suspensão foi anulada após o governo anunciar uma nova isenção da BBG aos combatentes na Primeira Guerra Mundial. Foi transferido, contra sua vontade, à Gotinga, onde foi recusado pela universidade, e em Frankfurt am Main até outubro de 1934, quando pediu sua aposentadoria, aos 40 anos, na esperança de atrair menos atenção do regime alemão. Porém, no ano seguinte, teve sua habilitação de professor cassada e ele se viu obrigado a emigrar aos Estados Unidos, já que não se via com perspectivas profissionais na Alemanha. Em 1941, tornou-se cidadão Estadounidense.

## Estados Unidos
De 1940 a 1948, foi professor da Universidade de Washington e fundou o Jornal de Filosofia e Pesquisa Fenomenológica. Trabalhou também como assessor jurídico à Comissão dos Estados Unidos na Alemanha. Em 1952 retornou à Alemanha (Ocidental), para iniciar os processos de reparação. A Universidade de Frankfurt o pagou seus salários retroativamente em 1950. Nos anos seguintes, deu aulas nas universidades de Colônia e Friburgo antes de se aposentar de sua vida profissional.